# Brian Lykke Bistrup
Brian Lykke Bistrup es un exciclista profesional danés, nacido en Copenhague, el 22 de septiembre de 1967. 
Solamente fue profesional dos campañas, la 1989 y la 1990, ambas en el equipo Puertas Mavisa.
Fue un ciclista muy discreto y no obtuvo victorias como profesional.

## Palmarés
No obtuvo victorias en el campo profesional.

## Equipos
- Puertas Mavisa (1989-1990)